# Вулиця Залісна (Львів)
Вулиця Залісна — вулиця у Личаківському районі міста Львів, місцевість Великі Кривчиці. Пролягає від вулиці Лодія углиб садибної забудови, завершується глухим кутом.

## Історія та забудова
Вулиця виникла у складі села Кривчиці у першій половині XX століття, під назвою Яблунева. Сучасну назву вулиця отримала у 1962 році.
Забудована одноповерховими конструктивістськими будинками 1930-х—1960-х років, а також сучасними приватними садибами 2000-х років.